# بيروت مدينتي (فلم)
بيروت مدينتي هو فيلم وثائقي من إخراج جوسلين صعب عام 1982، في لبنان، أثناء حصار الجيش الإسرائيلي لبيروت الغربية.

## الملخص
في عام 1982، احترق منزل عائلة جوسلين صعب البالغة من العمر 150 عامًا. فقررت بالاشتراك مع الكاتب المسرحي اللبناني روجيه عساف السفر من مدينتهما المحاصرة من قبل الإسرائيليين وتقديم تقرير عن الوضع في بيروت ورحيل الفلسطينيين وعدم فهم المدنيين الذين يعانون من الحرب.

## عن الفيلم
اعتبرت جوسلين صعب أن بيروت مدينتي أهم أفلامها. وهو الفيلم الوثائقي الأخير في ثلاثية مخصصة لهذه المدينة خلال حرب لبنان، بعد فيلم بيروت، الذي لم يُعرض مرة أخرى بعد عرضة لأول مرة في عام 1976) وفيلم رسائل من بيروت الذي صدر عام 1979 قررت البقاء في بيروت أثناء الحصار، بينما كان معظمهم يحاولون مغادرة البلاد. وقد وضعت جوسلين صعب في مقدمة التزامها مصلحة أولئك الذين يناضلون من أجل البقا على قيد الحياة.

## نقلا عن جوسلين
لقد خاطرنا بحياتنا كل يوم أثناء حصار بيروت، حيث كانت المدينة تتعرض للقصف المستمر. لقد كان الأمر غريبًا، لكن خطر الموت من السماء كان تقريبًا شيئًا مجردًا بالنسبة لنا. في الواقع، لقد رأينا ذلك بمثابة خطر يجب مواجهته. كان الأطفال النحيفون (والمعاقون) الذين صورتهم مثل صور الموت وهي تقترب منا ومني. وفي الوقت نفسه، كان التقاط هذه الصورة بالنسبة لي بمثابة القتل أو ترويض الموت. لأصنع صورة شاهد، لأنقذ نفسي من موتي المحتمل. بالإضافة إلى ذلك، كنت أعلم أنه بسبب وظيفتي كمراسلة حربية، قد أتعرض للقتل. ومع ذلك، عندما كنت أصور وتم إخفاء عيني بالكاميرا، كنت أعتقد دائمًا أنني لا أقهر.

## طاقم العمل
- انجاز : جوسلين صعب
- تعليق: روجيه عساف
- صورة : حسن نعماني
- حَشد : فيليب جوسيليت
- موسيقى : سيغفريد كيسلر
- إنتاج : جوسلين صعب
- حقوق البث: نسيم ريكاردو
- شكل : الألوان - 1.66:1 - أحادي - 35 ملم

## وصلات خارجية
موقع الفيلم

### الموارد السمعية والبصرية
- الثقافات الأفريقية
- (en) على موقع آي إم دي بي
- (mul) قاعدة بيانات الأفلام
- حرب ميغيل على موقع الأفلام الوثائقية الألمانية